# Consuelo G. Paredes
Consuelo G. Paredes (* um 1925) ist eine philippinische Badmintonspielerin.

## Karriere
Consuelo G. Paredes ist eine der bedeutendsten Persönlichkeiten aus der Anfangszeit des philippinischen Badmintonsports in der Zeit nach dem Zweiten Weltkrieg. Von 1949 bis 1953 war sie bei den nationalen Titelkämpfen zweimal im Dameneinzel erfolgreich. Weiterhin erkämpfte sie in dieser Zeit jeweils drei Doppel- und Mixedtitel.

## Referenzen
- Annual Handbook of the International Badminton Federation, London, 29. Auflage 1971, S. 266–267.

| Personendaten    | Personendaten                     |
| ---------------- | --------------------------------- |
| NAME             | Paredes, Consuelo G.              |
| KURZBESCHREIBUNG | philippinische Badmintonspielerin |
| GEBURTSDATUM     | um 1925                           |